# Ґеник Дмитро Антонович
Ґеник Дмитро Антонович (Псевдо: «Віктор»; 1920, с. Нижній Березів, Косівський район, Івано-Франківська область — 22 січня 1946, с. Чернятин, Городенківський район, Івано-Франківська область) — лицар Бронзового хреста заслуги УПА.

## Життєпис
Народився 1920 р. в с. Нижній Березів. У 1939 р. боровся за Карпатську Січ. Був заарештований поляками, сидів у Коломийській тюрмі, а потім у Білостоку. За німецької окупації вчився у Львові в лісотехнічному інституті. 1943 р. вступив в УПА. 
Слідчий референтури СБ (1944—1945), субреферент (1945-01.1946) Коломийського окружного проводу ОУН. Загинув 22 січня в 1946 року у сутичці з опергрупою Городенківського РВ УНКВС. Похований в Чернятині, Городенківського району. 

## Нагороди
Згідно з Наказом Головного військового штабу УПА ч. 2/48 від 2.09.1948 р. заступник референта СБ Коломийського окружного проводу ОУН Дмитро Ґеник — «Віктор» нагороджений Бронзовим хрестом заслуги УПА.

## Вшанування пам'яті
23.05.2018 р. від імені Координаційної ради з вшанування пам'яті нагороджених Лицарів ОУН і УПА у м. Косів Івано-Франківської обл. Бронзовий хрест заслуги УПА (№ 055) переданий Іванові Генику, братові Дмитра Ґеника — «Віктора».